# 台13線
台13線，為中華民國（臺灣）的一條省道。北起新竹市香山區內湖，經苗栗縣，南至臺中市豐原區東勢與田心，全長69.197公里。其中頭份尖山至豐原路段，俗稱尖豐公路。本線七成以上路段位於苗栗縣境內，縱貫苗栗縣政核心行政區及山線精華區，沿途有許多知名風景名勝。台13線另有1條支線。
台13線的海拔最高點位於苗栗縣三義鄉西湖村（51K處），標高373公尺。
- 台13線距三義市區一公里外的路景。

## 支線

### 甲線
台13甲線（後庄－田寮），為台13線之舊路，起點苗栗縣頭份市後庄，終點苗栗市田寮，全長為14.096 公里。

## 行經行政區域
主線
| 新竹市        | 香山區 | 內湖                      | 0.000                | 台1線                         | 公路起點                   |
| － 跨越鹽港溪 |        |                           |                      |                               |                            |
| 苗栗縣        | 竹南鎮 | 口公館                    | －                   | 苗1線                         | 起點                       |
| 苗栗縣        | 竹南鎮 | 口公館                    | －                   | 苗3線                         | 起點                       |
| 苗栗縣        | 竹南鎮 | 香山交流道                | －                   | 國道三號                      | 僅北出南入                 |
| 苗栗縣        | 竹南鎮 | 大坪                      | －                   | 苗4線                         | 起點                       |
| 苗栗縣        | 竹南鎮 | 大埔                      | －                   | 苗2線                         |                            |
| 苗栗縣        | 竹南鎮 | 山下排                    | －                   | 苗2-2線                       | 苗2-2線終點                |
| 苗栗縣        | 竹南鎮 | 山佳                      | －                   | （地區道路）                  | 公路行經竹南鎮與頭份市交界 |
| 苗栗縣        | 頭份市 | 後庄                      | －                   | （地區道路）                  | （同上）                   |
| 苗栗縣        | 頭份市 | 後庄                      | －                   | （地區道路）                  |                            |
| 苗栗縣        | －     |                           |                      |                               |                            |
| 苗栗縣        | 竹南鎮 | 佳興                      | －                   | （地區道路）                  |                            |
| 苗栗縣        | 頭份市 | 後庄                      | －                   | 台13甲線 · 中央路             | 起點                       |
| 苗栗縣        | 竹南鎮 | 崁頂                      | －                   | （地區道路）                  |                            |
| 苗栗縣        | 頭份市 | 田寮                      | 7.686                | 縣道124號                     |                            |
| 苗栗縣        | 頭份市 | 田寮                      | －                   | 台1線                         | 與共線起點                 |
| 苗栗縣        | 頭份市 | 蘆竹湳                    | －                   | 台1己線 · 縣道124丙線 · 台1線 | 終點 起點                  |
| 苗栗縣        | 頭份市 | 蘆竹湳                    | 9.839                | 台1線 · 中華路                | 與共線終點                 |
| 苗栗縣        | 頭份市 | －                        |                      |                               |                            |
| 苗栗縣        | 頭份市 | 尖山                      | －                   | 苗5-2線                       | 苗5-2線起點                |
| 苗栗縣        | 頭份市 | 廣興                      | －                   | 苗5-2線                       | 苗5-2線起點                |
| 苗栗縣        | 頭份市 | －                        |                      |                               |                            |
| 苗栗縣        | 頭份市 | 尖山下                    | －                   | 苗10線                        | 終點                       |
| 苗栗縣        | 頭份市 | 濫坑                      | －                   | （地區道路）                  |                            |
| 苗栗縣        | －     |                           |                      |                               |                            |
| 苗栗縣        | 造橋鄉 | 二坪                      | －                   | 苗14線                        |                            |
| 苗栗縣        | 造橋鄉 | 錦水                      | 17.128               | 苗14-1線                      | 苗14-1線終點               |
| 苗栗縣        | 頭屋鄉 | 老田寮                    | －                   | 苗12線                        | 終點                       |
| 苗栗縣        | 頭屋鄉 | 老田寮                    | －                   | 苗15-1線                      | 苗15-1線終點               |
| 苗栗縣        | 頭屋鄉 | 老田寮                    | 20.046               | 縣道126號                     | 與共線起點                 |
| 苗栗縣        | 頭屋鄉 | －                        |                      |                               |                            |
| 苗栗縣        | 頭屋鄉 | 仁隆                      | －                   | 苗16線 · 縣道126號            | 起點                       |
| 苗栗縣        | 頭屋鄉 | 朳仔岡                    | －                   | 苗22線 · 縣道126號            | 起點                       |
| 苗栗縣        | 頭屋鄉 | －                        |                      |                               |                            |
| 苗栗縣        | 頭屋鄉 | 頭屋交流道                | －                   | 國道一號 · 縣道126號          |                            |
| 苗栗縣        | 頭屋鄉 | 頭屋市區                  | 23.397               | 縣道126號                     | 與共線終點                 |
| 苗栗縣        | 頭屋鄉 | 頭屋市區                  | －                   |                               |                            |
| 苗栗縣        | 頭屋鄉 | 頭屋市區                  | －                   | 苗25線                        | 與共線起點                 |
| 苗栗縣        | 頭屋鄉 | 頭屋市區                  | －                   | 苗25線                        | 與共線終點                 |
| 苗栗縣        | 頭屋鄉 | 頭屋一交流道              | 23.900               | 台72線                        |                            |
| 苗栗縣        | －     |                           |                      |                               |                            |
| 苗栗縣        | 苗栗市 | 嘉盛                      | 24.400               | 台6線                         |                            |
| 苗栗縣        | 苗栗市 | 嘉盛                      | －                   | 苗27線                        | 起點                       |
| 苗栗縣        | 苗栗市 | 田寮                      | －                   | （地區道路）                  |                            |
| 苗栗縣        | 苗栗市 | 社寮岡                    | －                   | （地區道路）                  |                            |
| 苗栗縣        | 苗栗市 | 社寮岡                    | － 地下道 穿越臺中線 |                               |                            |
| 苗栗縣        | 苗栗市 | 社寮岡                    | －                   | 苗13線 · 英才路               | 終點                       |
| 苗栗縣        | 苗栗市 | 西山                      | －                   | （地區道路）                  |                            |
| 苗栗縣        | 苗栗市 | － 地下道 穿越臺中線      |                      |                               |                            |
| 苗栗縣        | 苗栗市 | 苗栗市區                  | 31.370               | 苗28線 · 中山路               | 終點                       |
| 苗栗縣        | 苗栗市 | 維祥                      | －                   | 苗30線                        | 終點                       |
| 苗栗縣        | 苗栗市 | 坪頂                      | －                   | 苗29線                        | 終點                       |
| 苗栗縣        | 苗栗市 | 南勢坑                    | －                   | 苗28-1線                      | 苗28-1線終點               |
| 苗栗縣        | 苗栗市 | 五湖口                    | －                   | 苗34線                        | 終點                       |
| 苗栗縣        | 西湖鄉 | 五湖口                    | －                   | 苗81線                        | 終點                       |
| 苗栗縣        | 銅鑼鄉 | 三座厝                    | 36.412               | 縣道119號                     | 與共線起點                 |
| 苗栗縣        | 銅鑼鄉 | 三座厝                    | －                   | 縣道119號                     | 與共線終點                 |
| 苗栗縣        | 銅鑼鄉 | －                        |                      |                               |                            |
| 苗栗縣        | 銅鑼鄉 | 小銅鑼灣                  | 38.144               | 縣道128號                     |                            |
| 苗栗縣        | 銅鑼鄉 | 二十份                    | －                   | 苗82線                        | 終點                       |
| 苗栗縣        | 銅鑼鄉 | 九湖                      | －                   | 銅鑼灣大道                    | 近 銅鑼交流道              |
| 苗栗縣        | 銅鑼鄉 | 樟樹林                    | －                   | （地區道路）                  |                            |
| 苗栗縣        | 銅鑼鄉 | － 跨越臺中線與 苗38線    |                      |                               |                            |
| 苗栗縣        | 銅鑼鄉 | 東片                      | －                   | 苗83線                        | 終點                       |
| 苗栗縣        | 三義鄉 | 雙草湖                    | －                   | （地區道路）                  |                            |
| 苗栗縣        | 三義鄉 | 雙草湖                    | － 跨越臺中線        |                               |                            |
| 苗栗縣        | 三義鄉 | 雙草湖                    | －                   | 苗48線                        | 終點                       |
| 苗栗縣        | 三義鄉 | －                        |                      |                               |                            |
| 苗栗縣        | 三義鄉 | 三義市區                  | 46.900               | 縣道130號                     | 與共線起點                 |
| 苗栗縣        | 三義鄉 | 三義市區                  | －                   |                               |                            |
| 苗栗縣        | 三義鄉 | 三義市區                  | －                   | 苗49線 · 縣道130號            | 起點                       |
| 苗栗縣        | 三義鄉 | 水美                      | －                   | 縣道130號                     | 與共線終點                 |
| 苗栗縣        | 三義鄉 | 西湖                      | 50.658               | 苗51線                        | 起點 近 三義交流道         |
| 苗栗縣        | 三義鄉 | 伯公坑                    | 54.068               | 縣道140號                     | 僅南下出口                 |
| 苗栗縣        | 三義鄉 | － 跨越景山溪與 縣道140號 |                      |                               |                            |
| 苗栗縣        | 三義鄉 | 鯉魚潭                    | －                   | 縣道140號                     | 僅北上入口及南下出入       |
| 56.596        |        |                           |                      |                               |                            |
| 臺中市        | 后里區 | 新店                      | －                   | 中28線                        | 與共線起點                 |
| 臺中市        | 后里區 | 新店                      | －                   | 中28線                        | （同下）                   |
| 臺中市        | 后里區 | 公館                      | －                   | 中28線                        | 與共線終點                 |
| 臺中市        | 后里區 | 中社                      | －                   | 中28線                        | （同上）                   |
| 臺中市        | 后里區 | 中社                      | －                   | 中32線 · 安眉路               | 終點                       |
| 臺中市        | 后里區 | 中社                      | －                   | 中31-1線                      | 中31-1線起點               |
| 臺中市        | 后里區 | 泰安                      | －                   | 中31-1線                      | （同上）                   |
| 臺中市        | 后里區 | 風鼓崎                    | －                   | 中30線                        | 終點                       |
| 臺中市        | 后里區 | 后里市區                  | 61.070               | 市道132號                     |                            |
| 臺中市        | 后里區 | －                        |                      |                               |                            |
| 臺中市        | 后里區 | 墩子腳                    | －                   | （地區道路）                  |                            |
| 臺中市        | 后里區 | 牛稠坑                    | －                   | （地區道路）                  |                            |
| 臺中市        | 后里區 | －                        |                      |                               |                            |
| 臺中市        | 后里區 | 墩子腳                    | －                   | （地區道路）                  |                            |
| 臺中市        | 后里區 | 牛稠坑                    | －                   | （地區道路）                  |                            |
| 臺中市        | 后里區 | －                        |                      |                               |                            |
| 臺中市        | 后里區 | 枋寮                      | －                   | 中38線                        | 與共線起點                 |
| 臺中市        | 后里區 | 牛稠坑                    | －                   | 中38線                        | 與共線起點                 |
| 臺中市        | 后里區 | 枋寮                      | －                   | 中38線                        | 與共線終點                 |
| 臺中市        | 后里區 | 牛稠坑                    | －                   | 中38線                        | 與共線終點                 |
| 臺中市        | 后里區 | －                        |                      |                               |                            |
| 臺中市        | 后里區 | 枋寮                      | －                   | （地區道路）                  |                            |
| 臺中市        | 后里區 | 牛稠坑                    | －                   | （地區道路）                  |                            |
| 臺中市        | －     |                           |                      |                               |                            |
| 臺中市        | 豐原區 | 后豐交流道                | 63.852               | 國道四號（西）                | 僅東出西入                 |
| 臺中市        | 豐原區 | 大湳                      | －                   | 中74線                        | 終點                       |
| 臺中市        | 豐原區 | 大湳                      | －                   |                               |                            |
| 臺中市        | 豐原區 | 大湳                      | －                   | （地區道路）                  |                            |
| 臺中市        | 豐原區 | 大湳                      | －                   |                               |                            |
| 臺中市        | 豐原區 | 大湳                      | －                   | （地區道路）                  |                            |
| 臺中市        | 豐原區 | 大湳                      | －                   |                               |                            |
| 臺中市        | 豐原區 | 大湳                      | －                   | 中80線 · 三豐路二段17巷       | 起點                       |
| 臺中市        | 豐原區 | 大湳                      | －                   |                               |                            |
| 臺中市        | 豐原區 | 大湳                      | －                   | （地區道路）                  |                            |
| 臺中市        | 豐原區 | 圳寮                      | －                   | 中72線 · 豐洲路               | 終點                       |
| 臺中市        | 豐原區 | 社皮                      | 68.569               | 台10線 · 中正路               | 終點                       |
| 臺中市        | 豐原區 | 西勢                      | 68.569               | 台10線 · 中正路               | 終點                       |
| 臺中市        | 豐原區 | －                        | （地區道路）         |                               |                            |
| 臺中市        | 豐原區 | 東勢                      | 69.197               | 台3線 · 中山路                | 公路終點                   |
| 臺中市        | 豐原區 | 田心                      | 69.197               | 台3線 · 中山路                | 公路終點                   |
| 共線 半套匝道 |        |                           |                      |                               |                            |

甲線
全線均位於苗栗縣境內。
| 頭份市                | 後庄           | －                | 台13線 · 中央路 | 公路起點                   |
| 竹南鎮                | 佳興           | －                | （地區道路）    |                            |
| 竹南鎮                | 佳興           | － 跨越縱貫線北段 |                 |                            |
| 竹南鎮                | 佳興           | －                | （地區道路）    |                            |
| 竹南鎮                | 營盤邊         | －                | （地區道路）    |                            |
| 竹南鎮                | 鹽館前         | －                | 縣道124號       | 與共線起點                 |
| 竹南鎮                | 鹽館前         | －                | 縣道124號       | 與共線終點                 |
| 竹南鎮                | 魚寮           | 2.457             | 台1己線         |                            |
| － 跨越中港溪與海岸線 |                |                   |                 |                            |
| 造橋鄉                | 海埔           | －                | 台1線 · 苗10線  | 起點 僅南出北入            |
| 造橋鄉                | 海埔           | 5.3 跨越 台1線    |                 |                            |
| 造橋鄉                | 海埔           | －                | 台1線 · 苗10線  | 起點 僅北出南入            |
| 造橋鄉                | － 隧道        |                   |                 |                            |
| 造橋鄉                | 造橋市區       | 7.360             | 苗14線          |                            |
| 造橋鄉                | 造橋市區       | － 隧道           |                 |                            |
| 造橋鄉                | 造橋市區       | －                | （地區道路）    |                            |
| 造橋鄉                | 造橋市區       | － 跨越臺中線     |                 |                            |
| 造橋鄉                | 造橋市區       | －                | （地區道路）    |                            |
| 造橋鄉                | 牛欄湖（豐湖） | －                | （地區道路）    |                            |
| 造橋鄉                | 牛欄湖（豐湖） | －                |                 |                            |
| 造橋鄉                | 牛欄湖（豐湖） | 11.452            | 苗12線          | 與共線起點                 |
| 造橋鄉                | 牛欄湖（豐湖） | －                | 苗12線          | 與共線終點                 |
| 造橋鄉                | 牛欄湖（豐湖） | －                | （地區道路）    | 公路行經造橋鄉與後龍鎮交界 |
| 後龍鎮                | 校椅壩         | －                | （地區道路）    | （同上）                   |
| －                    |                |                   |                 |                            |
| 後龍鎮                | 校椅壩         | －                | 苗8線           | 終點                       |
| 後龍鎮                | －             |                   |                 |                            |
| 後龍鎮                | 二張犁         | －                | 苗6線           | 終點                       |
| 後龍鎮                | 二張犁         | 13.823            | 縣道126號       |                            |
| 後龍鎮                | 造橋交流道     | －                | 台72線          |                            |
| －                    |                |                   |                 |                            |
| 苗栗市                | 田寮           | 14.096            | 台6線 · 中華路  | 公路終點                   |
| 共線 半套匝道         |                |                   |                 |                            |

## 里程表
臺十三線
| 縣市   | 鄉鎮   | 里程數(KM) |
| ------ | ------ | ---------- |
| 新竹市 | 全區   | 0.6        |
| 新竹市 | 香山區 | 0.6        |
| 苗栗縣 | 全區   | 55.5       |
| 苗栗縣 | 竹南鎮 | 6.8        |
|        | 頭份市 | 7.9        |
|        | 造橋鄉 | 3.4        |
|        | 頭屋鄉 | 6.7        |
|        | 苗栗市 | 10.2       |
|        | 西湖鄉 | 0.1        |
|        | 銅鑼鄉 | 9.5        |
|        | 三義鄉 | 10.9       |
| 臺中市 | 全區   | 12.4       |
| 臺中市 | 后里區 | 8          |
|        | 豐原區 | 4.4        |

臺十三甲線
| 縣市   | 鄉鎮   | 里程數(KM) |
| ------ | ------ | ---------- |
| 苗栗縣 | 全區   | 14         |
| 苗栗縣 | 竹南鎮 | 4.4        |
|        | 造橋鄉 | 7.7        |
|        | 後龍鎮 | 1.6        |
|        | 苗栗市 | 0.3        |

## 沿線路名
| 主線 - 內湖路 - 公義路 - 永貞路 - 中華路 - 尖豐路（造橋鄉） - 象山路 - 尖豐路（頭屋鄉） - 為公路 - 國華路 - 中山路 - 中正路 - 八股路 - 三豐路 - 圓環北路一段 - 圓環西路 - 圓環南路 | 甲線 - 環市路三－二段 - 真如路 - 全天路 - 圪仔路 - 造豐路 - 中華路 |

## 沿線設施與景點
| 主線 - 新竹市香山區內湖國民小學 - 香山交流道（ 國道三號） - 新竹科學園區竹南園區 - 苗栗縣立大同高級中學 - 苗北藝文中心 - 苗栗縣竹南鎮新南國民小學 - 苗栗縣頭份市永貞國民小學 - 頭份工業區 - 苗栗縣頭份市尖山國民小學 - 苗栗縣造橋鄉僑樂國民小學 - 頭屋交流道（ 國道一號） - 頭屋一交流道（ 台72線） - 衛生福利部苗栗醫院 - 苗栗縣苗栗市文山國民小學 - 苗栗巨蛋體育館 - 苗栗縣私立建臺高級中學 - 苗栗縣立明仁國民中學 - 國立苗栗高級商業職業學校 - 貓裏山公園 - 苗栗隧道 - 苗栗縣苗栗市大同國民小學 - 苗栗縣立苗栗國民中學 - 大千綜合醫院 - 國立聯合大學 - 苗栗縣苗栗市新英國民小學 - 戊山園 - 南勢車站（臺中線） - 南勢醫院 - 銅鑼交流道（ 國道一號） - 三義車站（臺中線） - 苗栗縣立三義高級中學 - 三義交流道（ 苗51線⇒ 國道一號） - 三義工業區 - 火炎山 - 中部科學園區后里園區 - 臺中市立后綜高級中學 - 臺中市立啟明學校 - 中部科學園區后里園區七星基地 - 后豐交流道（ 國道四號） - 臺中市立豐原國民中學 - 葫蘆墩公園 - 臺中市立豐原商業高級中等學校 | 甲線 - 苗栗縣竹南鎮照南國民小學 - 苗栗縣立照南國民中學 - 苗栗縣竹南鎮竹南國民小學 - 香格里拉樂園 - 新蓮寺 - 造橋交流道（ 台72線） |

此外，台13線內湖至竹南段原為第一代縱貫線鐵路之路廊，後因路線坡度過陡及路況不佳改線廢除。台13線的誠仁橋原有舊橋墩為第一代縱貫線鐵道內湖川橋之遺物。，目前已拆除並改建。